# Jean Gallet
Pour les articles homonymes, voir Gallet.
Jean Gallet, né le 18 mai 1916 à Allonnes (Eure-et-Loir) où il est mort le 20 octobre 1989, est un athlète et homme politique français.

## Biographie

### Sportif

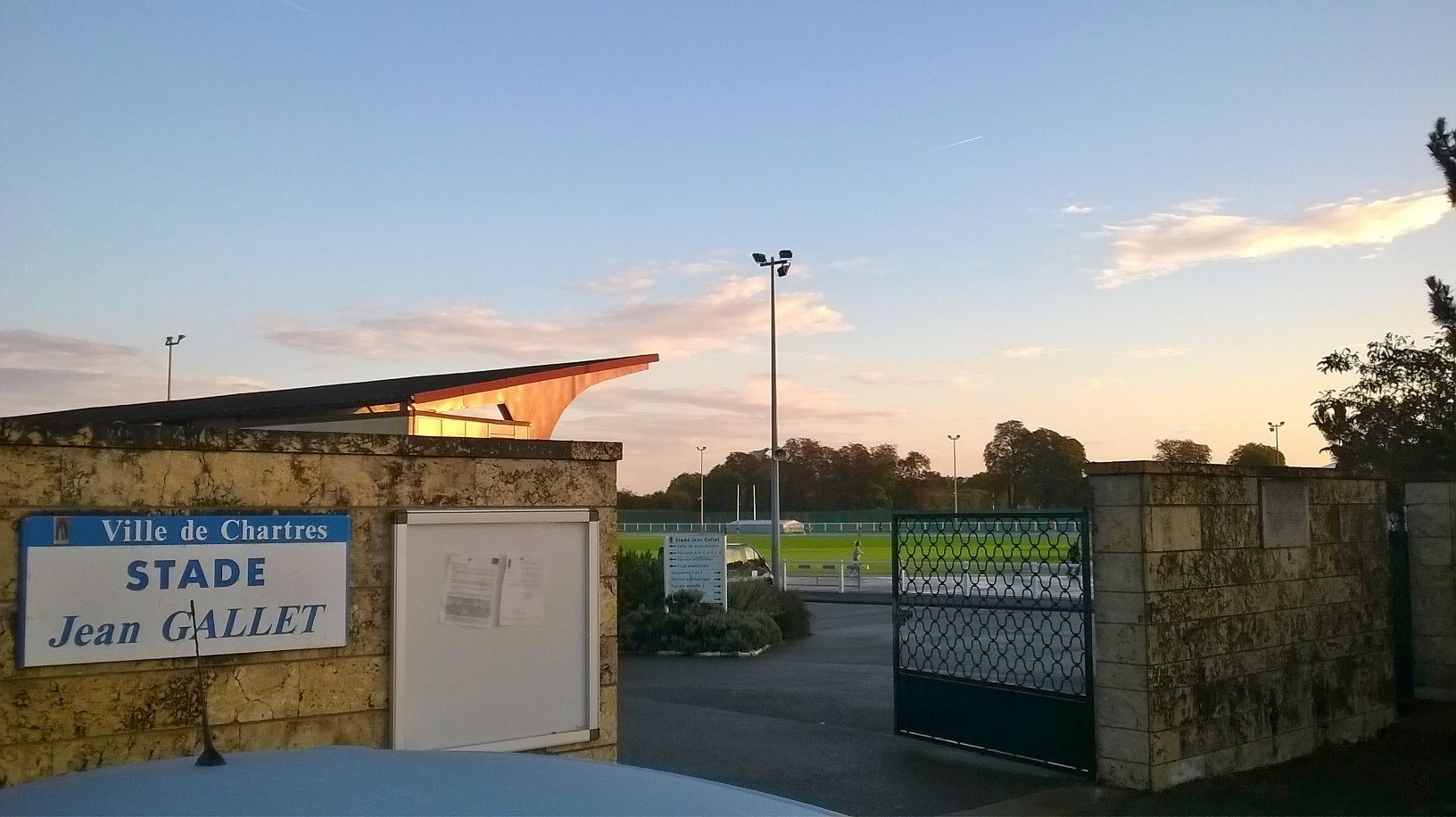
Entrée du Stade Jean-Gallet à Chartres.

Jean Gallet se fait d'abord connaître sous le maillot du Vélo Sport chartrain où il se forge le plus gros palmarès de tous les athlètes d'Eure-et-Loir avec cinq titres de champion de France sur le cendrée du stade Yves-du-Manoir de Colombes. En 1941, il s'adjuge le 3 000 m steeple puis le 1 500 m en 1942 et à nouveau le 3 000 m steeple en 1943. Après la guerre, sur la même distance, il est à nouveau sacré en 1946 et 1947.
Jean Gallet donne son nom au stade de la rue Jean-Monnet à Chartres.

### Homme politique
Après le bleu du VSC, Jean Gallet se consacre à celui de la République avec, notamment, un mandat de député de la 1re circonscription d'Eure-et-Loir : suppléant de Georges Lemoine nommé secrétaire d’État auprès du ministre de l'industrie, il commence son mandat parlementaire le 24 juillet 1981 et se retire le 1er avril 1986.

### Ouvrage de référence
- Gérald Massé et Romain Léger, Les exploits des sportifs d'Eure-et-Loir : 1965-2015, Dreux, Antipodes, octobre 2015, 336 p. (ISBN 978-2-9553628-0-8)